# غريس تولى
غريس تولى (بالإنجليزية: Grace Tully)‏ هي أمينة سر أمريكية، ولدت في 9 أغسطس 1900 في بايون في الولايات المتحدة، وتوفيت في 15 يونيو 1984 في واشنطن العاصمة في الولايات المتحدة.